# Mazerolles (Pyrénées-Atlantiques)
Mazerolles település Franciaországban, Pyrénées-Atlantiques megyében. Lakosainak száma 1188 fő (2022. január 1.). Mazerolles Boumourt, Cescau, Larreule, Momas, Uzan és Viellenave-d’Arthez községekkel határos.

## Népesség
A település népességének változása:
| Lakosok száma | 1051 | 1084 | 1119 | 1115 | 1120 | 1139 | 1155 | 1172 | 1188 |
|               | 2013 | 2015 | 2016 | 2017 | 2018 | 2019 | 2020 | 2021 | 2022 |